# Règle des nombres entiers (chimie)

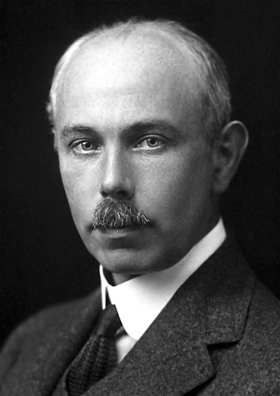
Francis W. Aston a reçu le prix Nobel de chimie en 1922 pour son énonciation de la règle des nombres entiers.

En chimie, la règle des nombres entiers stipule que les masses des isotopes sont des multiples entiers de la masse de l'atome d'hydrogène. La règle est une version modifiée de l'hypothèse de Prout proposée en 1815, selon laquelle les poids atomiques étaient des multiples du poids de l'atome d'hydrogène. Elle est également connue sous le nom de règle des nombres entiers d'Aston d'après Francis W. Aston qui reçut le prix Nobel de chimie en 1922 « pour sa découverte, au moyen de son spectromètre de masse, des isotopes d'un grand nombre d'éléments non radioactifs et pour sa formulation de la règle des nombres entiers. »

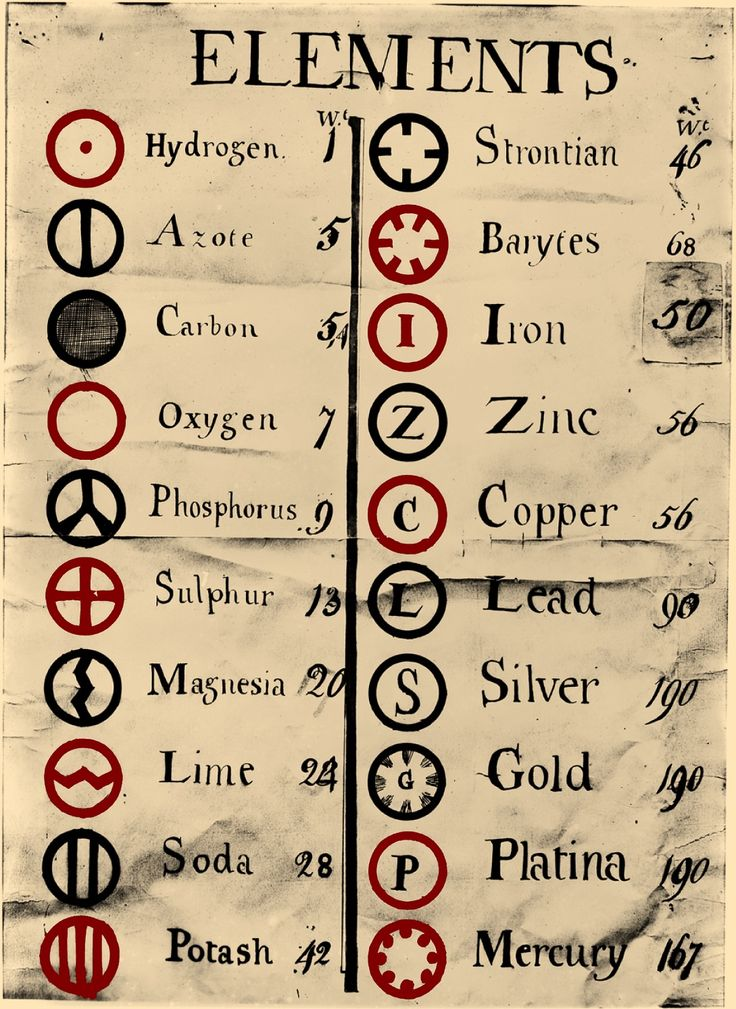
Liste des poids et symboles atomiques de John Dalton.

La loi des proportions définies avait été formulée par Joseph Proust aux alentours de 1800. Elle stipule que tous les échantillons d'un composé chimique ont la même composition élémentaire lorsqu'elle est mesurée en termes de masse. La théorie atomique de John Dalton avait élargi ce concept et avait expliqué la matière comme étant constituée d'atomes discrets, avec un type d'atome pour chacun des éléments combinés dans des proportions fixes pour former un composé.

## L'hypothèse de Prout
En 1815, William Prout faisait état de son observation selon laquelle les poids atomiques des éléments étaient des multiples entiers du poids atomique de l'hydrogène,. Il émit alors l'hypothèse selon laquelle l'atome d'hydrogène serait l'objet fondamental et que les autres éléments seraient des combinaisons de différents nombres d'atomes d'hydrogène.

## Découverte d'isotopes par Aston
En 1920, Francis W. Aston démontra, grâce à l'utilisation d'un spectromètre de masse, que les écarts apparents par rapport à l'hypothèse de Prout étaient principalement dus à l'existence d'isotopes. Par exemple, Aston découvrit que le néon avait deux isotopes dont les masses étaient très proches de 20 et de 22 selon la règle des nombres entiers. Il proposa alors que la valeur non entière de 20,2 du poids atomique du néon était due au fait que le néon naturel était un mélange d'environ 90 % de néon 20 et de 10 % de néon 22. Une autre raison pour les écarts est l'énergie de liaison ou le défaut de masse des isotopes individuels.

## Découverte du neutron

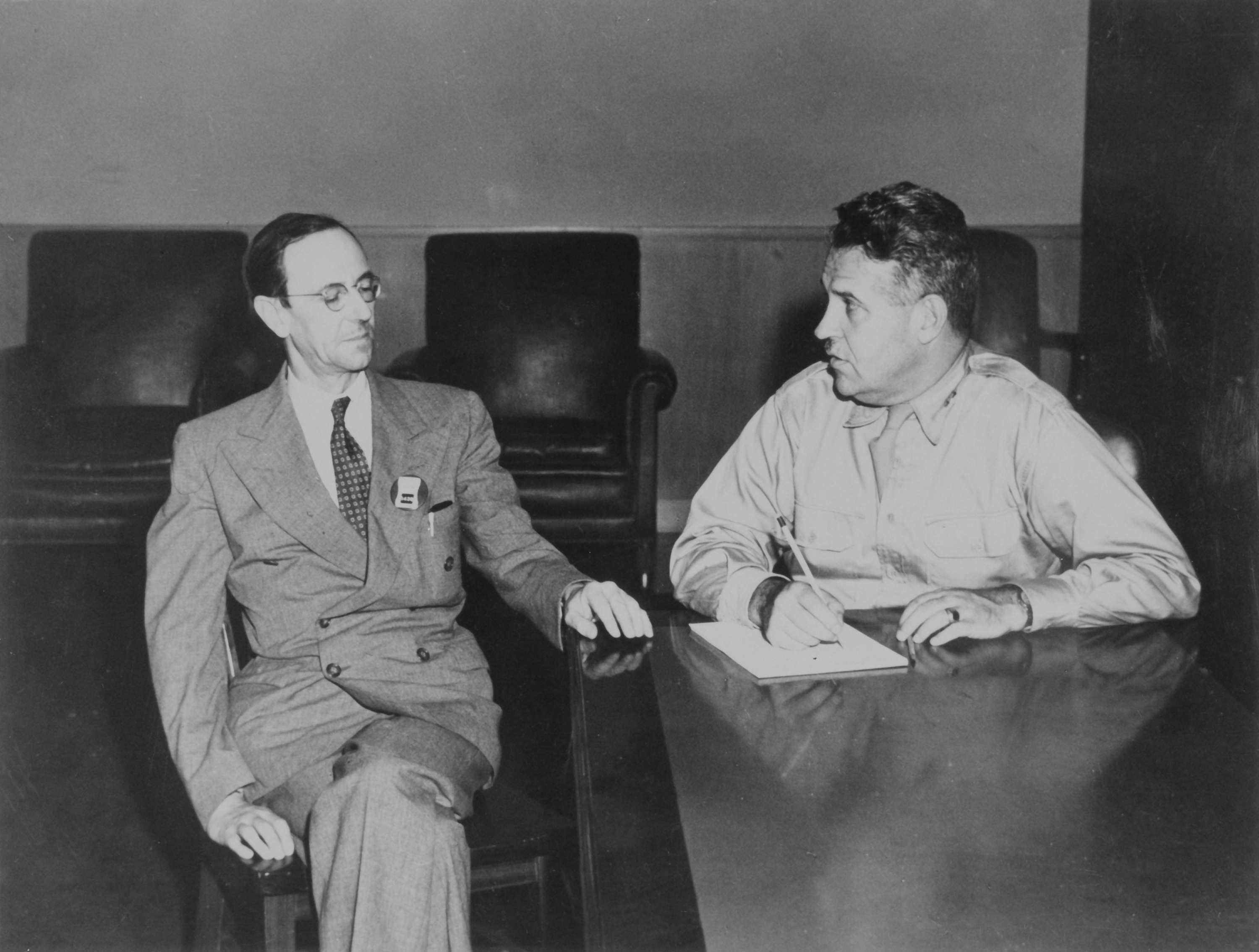
James Chadwick, qui découvrit le neutron, avec le général Leslie Groves, directeur du projet Manhattan.

Dans les années 1920, on pensait que le noyau atomique était composé de protons et d'électrons, ce qui permettait d'expliquer l'écart entre le numéro atomique d'un atome et sa masse atomique,. En 1932, James Chadwick découvrit une particule non chargée, dont la masse était proche de celle du proton, et qu'il appela le neutron. Le fait que le noyau atomique soit composé de protons et de neutrons fut rapidement accepté et Chadwick reçut le prix Nobel de physique en 1935 pour sa découverte.
La formulation moderne de la règle des nombres entiers stipule que la masse atomique d'un isotope élémentaire donné est approximativement égale à son nombre de masse (somme du nombre de protons et du nombre de neutrons) multiplié par l'unité de masse atomique (masse approximative d'un proton, d'un neutron ou d'un atome d'hydrogène 1). Cette règle prédit la masse atomique des nucléides et des isotopes avec une erreur de moins de 1 %, qui est principalement expliquée par le déficit de masse causé par l'énergie de liaison nucléaire.